# Ceres (gemeente)
Ceres is een gemeente in de Braziliaanse deelstaat Goiás. De gemeente telt 19.069 inwoners (schatting 2009).

## Aangrenzende gemeenten
De gemeente grenst aan Carmo do Rio Verde, Ipiranga de Goiás, Rialma en Rubiataba.